# 外匯詐騙
外匯詐騙，泛指以任何形式游說交易者透過外匯市場交易可獲得豐厚回報，向交易者作出的詐騙行為。
外匯市場本身就是一個零和博弈，意即有交易者贏錢必定有其他交易者輸錢，若把經紀佣金及交易成本計算在內，外匯市場便會變成一個負和博弈。
欺詐行為除可以包括經紀為賺取佣金而在未經顧客同意下胡亂開倉、售賣聲稱能為顧客帶來豐厚回報的軟件、管理不善的基金帳戶、廣告誤導、龐茲騙局等之外，也可以指任何聲稱外匯交易為「低風險、高回報」投資的散戶外匯經紀。